# La Partition intérieure
La Partition intérieure est le premier roman de Réginald Gaillard, publié le 11 octobre 2017 aux éditions du Rocher et ayant reçu le Grand prix catholique de littérature l'année suivante, en 2018.

## Résumé
« Nous sommes le samedi saint 2012. » La Partition intérieure raconte l'histoire d'un prêtre qui, au soir de son existence, revient sur ses années de pastorale dans un petit village du Jura, Courlaoux. Il y est arrivé près de quarante-cinq ans plus tôt, au mois d'octobre 1969.
Deux rencontres ont marqué un tournant dans le parcours humain et spirituel du père Jean : Charlotte, dite la « folle » du village, et Jan, compositeur athée et fiévreux qui s'est retiré tôt du monde après avoir connu un succès fulgurant dans sa jeunesse.

## Réception critique
Dans la revue Études, Jean-Baptiste Sèbe évoque un « journal des égarés », dominé par « deux beaux portraits de solitaires au destin singulier », s'accrochant chacun « à sa partition intérieure et personnelle » : « L'écriture de ce premier roman approche avec douceur les blessures de l'existence, dans un milieu rural difficile à pénétrer ». Olivier Maulin consacre une pleine page à l'ouvrage dans l'hebdomadaire Valeurs actuelles. Il compare le récit à une « chronique de la lente déchristianisation du village, de l'hostilité ou de l'indifférence que suscite la religion  », qui permet notamment au roman d'éviter « toute niaiserie sulpicienne, ainsi que Léon Bloy qualifiait les bondieuseries », de sorte que La Partition intérieure lui apparaît finalement comme « un long poème de la grâce ».
Pierre Monastier, dans le journal en ligne Profession Spectacle, s'il évoque « une partition intérieure tout en caresses poétiques » et « le rythme limpide et lumineux de ce (très) beau roman si maîtrisé », énonce néanmoins une critique à l'égard de cette œuvre, celle d'un entre-deux stylistique entre poésie et prose, que l'écrivain ne tranche véritablement jamais. Il conclut néanmoins sur la force d'un roman qui « intaille subtilement les questionnements dans les silences, y compris celui – terrible et insondable – de Dieu. En une prose agréable, il étreint le mystère de ces êtres qui, en traversant l’abîme de la mort (Dies irae), permettent le bourgeonnement, la feuillaison. »
Olivia de Fournas insiste pour sa part, dans l'hebdomadaire Famille chrétienne, sur le déploiement « magistral » de ce roman « profond, érudit, à l'architecture maîtrisée, au style impeccable et délicieusement suranné », tandis que Bertrand Lacarelle dans le mensuel L'Incorrect évoque un « premier roman d'un classicisme lumineux ». Quand Figaro Madame évoque un « superbe premier roman hanté par Péguy et Bernanos », Christophe Chaland, dans Pèlerin, parle quant à lui de « roman de feu ».

## Récompenses et prix
- Grand prix catholique de littérature en 2018[7].

## Éditions
- La Partition intérieure, éditions du Rocher, 2017, 264 p[8].